# لوكا غواداغنينو
لوكا غواداغنينو (مواليد 10 أغسطس 1971) هو مخرج وسيناريست إيطالي، أشتهر لإخراجه فيلم نادني باسمك.

## روابط خارجية
- لوكا غواداغنينو على موقع IMDb (الإنجليزية)
- لوكا غواداغنينو على موقع ميتاكريتيك (الإنجليزية)
- لوكا غواداغنينو على موقع الموسوعة البريطانية (الإنجليزية)
- لوكا غواداغنينو على موقع روتن توميتوز (الإنجليزية)
- لوكا غواداغنينو على موقع مونزينجر (الألمانية)
- لوكا غواداغنينو على موقع ألو سيني (الفرنسية)
- لوكا غواداغنينو على موقع ميوزك برينز (الإنجليزية)
- لوكا غواداغنينو على موقع أول موفي (الإنجليزية)
- لوكا غواداغنينو على موقع قاعدة بيانات الأفلام السويدية (السويدية)
- لوكا غواداغنينو على موقع قاعدة بيانات الفيلم (الإنجليزية)